# Сирени Марса
«Сире́ни Ма́рса» (англ. The Sirens of Mars) — науково-популярна книга 2020 року Сари Стюарт Джонсон, присвячена пошукам життя на Марсі.

## Зміст і виникнення книги
Книга поєднує в собі елементи мемуарів авторки з наукою та історією спроб виявити життя на Марсі. Книга виросла з різноманітних приміток і спостережень, записаних Джонсон, які, на її думку, були цінними, але не обов'язково придатними для суто наукових публікацій.

## Відгуки
Kirkus Reviews назвав книгу «…яскравою, поетичною розповіддю, яка змушує читачів з нетерпінням очікувати, що відбудеться далі в пошуках позаземного життя». Ганна Вейкфорд, у відгуку для BBC Sky at Night припустила, що книгу можна було б покращити, додавши більше карт і фотоматеріалів. Однак вона назвала її «…обов'язковою для читання шанувальникам нашого сусіда-Марса».